# Генрі Сен-Сір
Генрі Сен-Сір (швед. Henri Saint Cyr, 15 березня 1902 — 27 липня 1979) — шведський вершник.
Олімпійський чемпіон 1952 (індивідуальна виїздка), 1952 (командна виїздка), 1956 (індивідуальна виїздка), 1956 (командна виїздка) років, учасник 1948, 1960 років.